# Relaciones España-San Cristóbal y Nieves
Las relaciones España-San Cristóbal y Nieves son los vínculos bilaterales entre estos dos países. San Cristóbal y Nieves no tiene embajada en España, pero su embajada en Reino Unido está acreditada para España. España tampoco tiene embajada en las islas, pero su embajada en Kingston, Jamaica, está acreditada para ellas.

## Relaciones diplomáticas
España estableció relaciones diplomáticas con San Cristóbal y Nieves en 1987 (19 de marzo). España no dispone de Embajada residente en San Cristóbal y Nieves. La Embajada de España en Jamaica está acreditada, en régimen de acreditación múltiple, en Basseterre. San Cristóbal y Nieves tampoco dispone
de Embajada residente en España. El Embajador residente en Reino Unido está acreditado también en España. San Cristóbal y Nieves ha participado en las diversas cumbres EspañaCARICOM celebradas en 1999, 2002, 2006 y 2008.

## Relaciones económicas
Las relaciones económicas entre España y San Cristóbal y Nieves son muy reducidas. Los principales productos exportados son preparados de legumbres,
hortalizas y otros, así como maquinaria y productos cerámicos, mientras que España importa maquinaria y material eléctrico y de navegación marítima o fluvial.

## Cooperación
En 2008, en el marco de la EXPO ZARAGOZA 2008 se ejecutó un proyecto en el sector agua (ampliación de la red de cloración de agua y mejora de los sistemas de tratamiento del agua). Desde 2007 hasta 2012, la AECID financió un lectorado en el Clarence Fitzroy Bryant Collage State. En términos generales la cooperación se canaliza a través del Fondo España -Comunidad del Caribe (CARICOM) de la AECID. El programa de cooperación con la CARICOM se dirige principalmente al apoyo a la integración regional y al fortalecimiento institucional de la Comunidad del Caribe.
El interlocutor de la Cooperación Española es el Secretariado del CARICOM cuya sede está en Georgetown (Guyana), y todas las actuaciones se engloban dentro del Programa Regional de Cooperación con el CARICOM. San Cristóbal y Nieves se beneficia de proyectos de alcance regional, como el Centro Regional de Tecnologías Avanzadas para Cultivos de Alto Rendimiento (CEATA) para la formación en nuevas tecnologías agrícolas, con sede en Jamaica.
En materia de salud se presta una atención preferente a las enfermedades no transmisibles, ámbito menos atendido por el resto de donantes.
Destaca el “Proyecto de Prevención y Control del Cáncer de Cuello Uterino” (programa de enfermedades no transmisibles) por su componente transversal de género habiéndose celebrado ya 2 seminarios regionales de formación de formadores en Jamaica y en Trinidad y Tobago, en los meses de junio y julio de 2009 con dotación de colposcopios para todos los países del CARICOM. En concreto el Alexandra Hospital, en la isla de Nevis, recibió la donación de un colposcopio en octubre de 2009.
El país también es uno de los diez miembros de Caricom que forma parte de un proyecto en materia de pesca. La Embajada de España acreditada en Basseterre, con residencia en Kingston, Jamaica, lleva a cabo una labor de apoyo a la enseñanza del español a través de la donación de becas AVE para el aprendizaje del español.
A lo largo de 2014 se ejecutó con financiación de AECID a través del Fondo España-CARICOM un proyecto de prevención de violencia juvenil denominado “Youth-on-Youth Violence in Schools and Communities” que arrancó con Consultas Nacionales en diversos centros educativos de Basseterre, la capital, el pasado 2 de junio de 2014.